# Halinga (obec)
Obec Halinga (estonsky Halinga vald) je bývalá samosprávná jednotka estonského kraje Pärnumaa. V roce 2017 byla spojena s několika okolními obcemi do nově ustanovené samosprávné obce Põhja-Pärnumaa.

## Obyvatelstvo
Na území zrušené obce Halinga žije přibližně tři a půl tisíce obyvatel, z toho více než třetina v městysu Pärnu-Jaagupi a zbytek ve 43 vesnicích: Aasa, Altküla, Anelema, Arase, Eametsa, Eense, Eerma, Enge, Ertsma, Halinga, Helenurme, Kablima, Kaelase, Kangru, Kodesmaa, Kuninga, Langerma, Lehtmetsa, Lehu, Libatse, Loomse, Maima, Mõisaküla, Mäeküla, Naartse, Oese, Pallika, Pereküla, Pitsalu, Pööravere, Roodi, Rukkiküla, Salu, Sepaküla, Soosalu, Sõõrike, Tarva, Tõrdu, Tühjasma, Vahenurme, Vakalepa, Valistre a Vee. Správním centrem obce je městys Pärnu-Jaagupi, obec však nese jméno historicky významné vesnice Halinga.